# Hypsoblennius jenkinsi
Hypsoblennius jenkinsi es una especie de pez de la familia Blenniidae en el orden de los Perciformes.

## Morfología
Los machos pueden llegar alcanzar los 13 cm de longitud total.

## Reproducción
Es ovíparo.

## Hábitat
Es un pez de mar y de clima subtropical que vive hasta los 21 m de profundidad.

## Distribución geográfica
Se encuentra desde el sur de California (Estados Unidos) hasta Puerto Márquez (México), incluyendo el Golfo de California.